# Юнаците
Юнаците (болг. Юнаците) — село в Болгарии. Находится в Пазарджикской области, входит в общину Пазарджик. Население составляет 1 536 человек.

## Политическая ситуация
В местном кметстве Юнаците, в состав которого входит Юнаците, должность кмета (старосты) исполняет Стоян Георгиев Кузев (Болгарский земледельческий народный союз (БЗНС)) по результатам выборов правления кметства 2007 года.
Кмет (мэр) общины Пазарджик — Тодор Димитров Попов (независимый) по результатам выборов 2007 года в правление общины.

## Археология и палеогенетика
Возле деревни Юнаците находится поселение Телль Юнаците, где найдено самое древнее в мире изделие из золота (4600 лет до н. э.). В Телль-Юнаците были засвидетельствованы самые ранние “хирургические операции”, обнаруженные в Европе — ампутация запястья женщины, которая продолжала использовать свою руку в течение многих лет после этого. Последнее халколитическое поселение в Телль-Юнаците было разрушено жестоким нападением около 4100 года до н. э. Люди, находившиеся внутри (в основном дети, пожилые мужчины и женщины), были убиты. Среди обломков сгоревших жилищ были найдены скелеты со следами насильственной смерти. У образца YUN049 была обнаружена Y-хромосомная гаплогруппа H2. Всего у образцов из Юнаците определили четыре 
Y-хромосомные гаплогруппы: C1a, G2a, H2, J2a.